# Kenianische Cricket-Nationalmannschaft in Simbabwe in der Saison 2009/10
Die Tour der kenianischen Cricket-Nationalmannschaft nach Simbabwe in der Saison 2009/10 fand vom 12. bis zum 18. Oktober 2009. Die internationale Cricket-Tour war Bestandteil der Internationalen Cricket-Saison 2009/10 und umfasste fünf ODIs. Simbabwe gewann die Serie 4–1.

## Vorgeschichte
Beide Mannschaften spielten zuvor ein First-Class Spiel für den ICC Intercontinental Cup 2009–2010 gegeneinander.
Das letzte Aufeinandertreffen der beiden Mannschaften bei einer Tour fand in der Saison 2005/06 in Simbabwe statt.

## Stadien
Das folgende Stadion wurden für die Tour als Austragungsort vorgesehen.
| Stadion            | Stadt  | Kapazität | Spiele      |
| ------------------ | ------ | --------- | ----------- |
| Harare Sports Club | Harare | 10.000    | 1. – 5. ODI |

## Kaderlisten
Die Mannschaften benannten die folgenden Kader.
| Test | Test |
| Simbabwe | Kenia |
| --- | --- |
| - Prosper Utseya (K) - Elton Chigumbura - Charles Coventry - Graeme Cremer - Trevor Garwe - Kyle Jarvis - Ray Price - Hamilton Masakadza - Stuart Matsikenyeri - Chris Mpofu - Forster Mutizwa - Brendan Taylor - Mark Vermeulen - Malcolm Waller - Sean Williams | - Maurice Ouma (K) - Rageb Aga - Steve Tikolo - David Obuya - Rakep Patel - Alex Obanda - Collins Obuya - Nehemiah Odhiambo - Thomas Odoyo - Jimmy Kamande - Elijah Otieno - Lameck Onyango - Alfred Luseno - Peter Ongondo - Hiren Varaiya |

## One-Day Internationals

### Erstes ODI in Harare
| 12. Oktober Scorecard | Harare | Simbabwe 313-4 (50)          | – | Kenia 222 (49.5) |
|                       |        | Simbabwe gewinnt mit 91 Runs |   |                  |

### Zweites ODI in Harare
| 13. Oktober Scorecard | Harare | Simbabwe 263-7 (50)          | – | Kenia 177 (44.5) |
|                       |        | Simbabwe gewinnt mit 86 Runs |   |                  |

### Drittes ODI in Harare
| 15. Oktober Scorecard | Harare | Kenia 266-9 (50)          | – | Simbabwe 246 (49.5) |
|                       |        | Kenia gewinnt mit 20 Runs |   |                     |

### Viertes ODI in Harare
| 17. Oktober Scorecard | Harare | Kenia 270-8 (50)               | – | Simbabwe 271-4 (48) |
|                       |        | Simbabwe gewinnt mit 6 Wickets |   |                     |

### Fünftes ODI in Harare
| 18. Oktober Scorecard | Harare | Simbabwe 329-3 (50)           | – | Kenia 187 (39.3) |
|                       |        | Simbabwe gewinnt mit 142 Runs |   |                  |